# Staw skroniowo-żuchwowy człowieka

Widok od strony bocznej

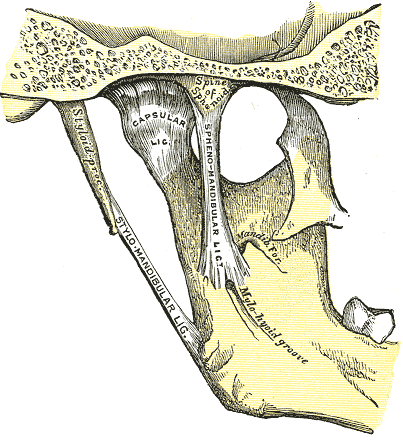
Widok od strony przyśrodkowej

Staw skroniowo-żuchwowy, SSŻ (łac. articulatio temporomandibularis, ang. temporomandibular joint, TMJ) – w anatomii człowieka parzysty i dwujamowy staw twarzoczaszki, sprzężony czynnościowo ze stawem strony przeciwnej. Staw leży ku przodowi od otworu słuchowego zewnętrznego, u podstawy wyrostka jarzmowego kości skroniowej. Mięśniami wpływającymi na ruchy w stawie są wszystkie mięśnie żucia.

## Budowa
Główka stawowa utworzona jest przez powierzchnię stawową głowy żuchwy, panewkę zaś stanowią część dołu żuchwowego położona do przodu od szczeliny skalisto-bębenkowej, zwana dołkiem stawowym i guzek stawowy wyrostka jarzmowego kości skroniowej. Pomiędzy powierzchniami stawowymi, które pokryte są chrząstką włóknistą znajduje się krążek stawowy dzielący jamę stawową na dwa piętra.

### Krążek stawowy
Krążek stawowy jest zbudowany z chrząstki włóknistej. Jego grubość nie jest jednorodna, gdyż jest odbiciem powierzchni stawowych między którymi leży, jest on zatem wypukły w miejscu odpowiadającym dołkowi stawowemu i wklęsły w okolicy guzka stawowego oraz po stronie głowy żuchwy. Przy zwartych szczękach krążek stawowy ustawiony jest niemalże pionowo.
Na powierzchni stawowej krążka stawowego możemy wyróżnić cztery strefy:
- strefa stawowa – chrząstka włóknista,
- strefa proliferacyjna – jedna warstwa komórek mezenchymalnych,
- strefa włóknisto-chrzęstna – sieć włókien kolagenowych, odporna na kompresje,
- strefa uwapniona – utworzona przez chondrocyty, chondroblasty i chrząstkę stawową

### Więzadła
Staw wzmacniają więzadła:
- więzadło oboczne (więzadło krążkowe) – łączy krążek z głową żuchwy przyśrodkowo i bocznie umożliwiając niewielkie ruchy zawiasowe głowy żuchwy względem krążka i utrzymując krążek na głowie żuchwy; jest unaczynione i unerwione czuciowo;
  - więzadło oboczne boczne – biegnie od podstawy wyrostka jarzmowego kości skroniowej do bocznej powierzchni szyjki żuchwy; jego przednia część napina się przy maksymalnej retrotruzji, zaś część tylna przy maksymalnej protruzji;
  - więzadło oboczne przyśrodkowe – jest nieznacznym zgrubieniem ściany torebki stawowej i biegnie od okolicy szczeliny skalisto-bębenkowej do szyjki żuchwy;
- więzadło torebkowe – otacza staw, ogranicza ruchy w bok i przyśrodkowo oraz w dół, zapobiega utracie płynu maziowego (tworzy torebkę stawową); jest unerwione proprioceptywnie (czucie głębokie); torebka stawowa jest w miarę luźna, tak, że przy zwichnięciu najczęściej nie jest uszkodzona;
- więzadło skroniowo-żuchwowe (więzadło boczne) – chroni przed nadmiernym ruchem wyrostka kłykciowego żuchwy do tyłu a tym samym urazem tzw. tkanek zakrążkowych i naciągnięciem mięśni skrzydłowych bocznych; wyróżnia się w nim dwie części:
  - wewnętrzną – biegnie poziomo od głowy żuchwy i tylnej części krążka do zewnętrznej części guzka stawowego i wyrostka jarzmowego;
  - zewnętrzną – biegnie skośnie od tylnego brzegu szyjki żuchwy do zewnętrznej części guzka stawowego i wyrostka jarzmowego; dodatkowo ogranicza ruch opuszczania żuchwy (otwierania ust) w górnym piętrze stawu: kiedy więzadło napnie się, dalszy ruch otwierania ust jest w stawie wykonywany przez ruch ślizgowy głowy żuchwy z krążkiem po tylnym stoku guzka stawowego (wysuwanie głowy żuchwy);
- więzadło rylcowo-żuchwowe – biegnie od przedniej powierzchni i końca wyrostka rylcowatego do przyśrodkowej powierzchni kąta żuchwy i tylnego brzegu gałęzi żuchwy; napina się przy doprzednich ruchach żuchwy, ogranicza więc protruzję;
- więzadło klinowo-żuchwowe – biegnie od zewnętrznej powierzchni kolca kości klinowej do przyśrodkowej (wewnętrznej) powierzchni gałęzi żuchwy i języczka żuchwy.

## Funkcje
Prawidłowe działanie stawu jest podstawą fizjologii narządu żucia. Polega na wykonywaniu ruchów żuchwy:
- wysuwania i cofania w piętrze górnym stawu (ruch ślizgowy),
- opuszczania (odwodzenia) i podnoszenia (przywodzenia) w piętrze dolnym stawu (ruch zawiasowy w pierwszej fazie odwodzenia, a potem ślizgowy w drugiej fazie),
- ruchów żucia (ruchy boczne), będące kombinacją powyższych.

## Unerwienie
Staw ten jest unerwiony głównie przez nerw uszno-skroniowy, ale też częściowo przez nerw skroniowy głęboki i nerw żwaczowy.

## Unaczynienie
Krew jest dostarczana do stawu skroniowo-żuchwowego przez tętnicę skroniową powierzchowną, tętnicę oponową środkową, tętnicę szczękową wewnętrzną, tętnicę uszną głęboką, tętnicę bębenkową przednią i tętnicę gardłową wstępującą.